# 종합소득공제
종합소득공제(綜合所得控除)란 조세부과의 형평성을 위해 대한민국 소득세법에 따라 종합소득이 있는 거주자의 종합소득금액에서 일정 조건에 해당하는 금액을 차감하는 것을 말한다.
인적공제, 연금 보험료 공제 및 특별 공제를 모두 포함하는 공제로, 종합소득금액에서 종합소득공제액을 차감한 금액을 종합소득과세표준이라 하며 이에 세율을 곱하면 종합소득산출세액을 구할 수 있다.

## 종합소득공제 구조
종합소득공제의 구조는 다음과 같다.
- 제50조: 기본공제
- 제51조: 추가공제
- 제51조의3: 연금보험료공제
- 제51조의4: 주택담보 노후연금 이자비용 공제
- 제52조: 특별소득공제
- 제53조: 생계를 같이 하는 부양가족의 범위와 그 판정시기
- 제54조: 종합소득공제의 배제
- 제54조의2: 공동사업에 대한 소득공제 특례

## 의료비에 관한 소득공제증빙서류 제출의무 사건
의료비에 관한 소득공제 증빙서류 제출의무 사건은 대한민국의 유명 헌법재판소 판례로 소득공제관련 법률이 개인정보자기결정권을 침해하는지에 대해 판시하였다.

### 사실관계
청구인들은 우울장애 치료를 받은 적이 있는 사람 및 의사인데 소득공제제도와 관련하여 환자의 진료비 내역 정보를 국세청에 제출하도록 하는 소득세법이 개인정보자기결정권, 양심의 자유 등을 침해하기 때문에 헌법에 위반된다는 이유로 이 사건 심판을 청구하였다. 하지만, 헌재는 기각으로 판결을 내렸다.

### 판결이유
시행령규정은 모법규정을 떠나 존재할 수 없으므로 이 사건의 심판대상을 동 시행령규정까지 확장함이 상당하다.
개인정보자기결정권은 자신에 관한 정보가 언제 누구에게 어느 범위까지 알려지고 또 이용되도록 할 것인지를 그 정보주체가 스스로 결정할 수 있는 권리로서, 헌법 제10조 제1문에서 도출되는 일반적 인격권 및 헌법 제17조의 사생활의 비밀과 자유에 의하여 보장된다. 이와 같이 개인정보의 공개와 이용에 관하여 정보주체 스스로가 결정할 권리인 개인정보자기결정권의 보호대상이 되는 개인정보는 개인의 신체, 신념, 사회적 지위, 신분 등과 같이 개인의 인격주체성을 특징 짓는 사항으로서 그 개인의 동일성을 식별할 수 있게 하는 일체의 정보라고 할 수 있다. 또한 그러한 개인정보를 대상으로 한 조사, 수집, 보관, 처리, 이용 등의 행위는 모두 원칙적으로 개인정보자기결정권에 대한 제한에 해당한다.
누가, 언제, 어디서 진료를 받고 얼마를 지불했는가라는 사실은 그 자체만으로도 보호되어야 할 사생활의 비밀일 뿐 아니라, 이러한 정보를 통합하면 구체적인 신체적, 정신적 결함이나 진료의 내용까지도 유추할 수 있게 되므로, 개인정보자기결정권에 의하여 보호되어야 할 의료정보라고 아니할 수 없다.
근로소득자의 연말정산을 위한 소득공제증빙자료 제출의 불편을 해소하는 동시에 이에 따른 근로자의 사업자의 시간적, 경제적 비용을 절감하고 부당한 소득공제를 방지하는데 목적이 있다.

## 참고 문헌
- 헌법재판소 판례 2008.10.30. 2006헌마1401·1409(병합)

## 같이 보기
- 소득세
- 종합소득세
- 연말정산